# 埃达加纳萨莱
埃达加纳萨莱（Edaganasalai），是印度泰米尔纳德邦Salem县的一个城镇。总人口29593（2001年）。

## 人口
该地2001年总人口29593人，其中男性15902人，女性13691人；0—6岁人口3656人，其中男2042人，女1614人；识字率49.89%，其中男性为58.92%，女性为39.40%。